# 张紫豪
张紫豪（1997年6月22日—），中国大陆流行音乐男歌手，毕业于郑州西亚斯学院。2018年，他凭借一首《可不可以》走红网络，被誉为“年度现象级歌手”。

## 演艺经历
2018年5月3日，张紫豪发行首支个人单曲《可不可以》(寄調我一個人住)。歌曲发行之后仅三个月便走红网络，张紫豪的知名度和影响力得到提升。8月11日，发行第二首个人单曲《体温》。9月27日晚，首次做客酷狗直播，献唱主打作品《可不可以》，并且还翻唱了《找不到》《等你下课》等歌曲。9月29日晚，参加《郑州大学西亚斯国际学院·2018至善住宿书院迎新晚会》。11月，出席《广东新音乐榜启动盛典》。同月21日推出第三首个人单曲《星期天》。12月2日，受邀参加在山东济南举办的《新青年之夜音乐会》。12月8日，参加西安“Forever Young青春有芈群星演唱会”。12月13日，受邀参加《第九届牛耳文娱盛典》。
2019年初，参加《2019江西卫视春节联欢晚会》并献唱成名曲《可不可以》。同年，参与录制湖南卫视综艺节目《嗨唱转起来》。

## 个人生活
张紫豪爱好音乐，擅长于流行类、民谣类曲风，在学习之余会创作音乐、参加商演，有时还会去酒吧驻唱。
此外，张紫豪亦有参加公益事业。曾到甘肃甘南支教。

## 作品

### 音乐作品
| 发行时间       | 名称         | 语言 | 備註                   |
| -------------- | ------------ | ---- | ---------------------- |
| 2018年5月3日   | 《可不可以》 | 国语 | 张紫豪的第一首个人单曲 |
| 2018年8月11日  | 《体温》     | 国语 |                        |
| 2018年11月21日 | 《星期天》   | 国语 |                        |
| 2019年2月3日   | 《地铁等待》 | 国语 |                        |
| 2019年4月6日   | 《称谓》     | 国语 |                        |

### 综艺节目
| 年份   | 頻道/平台 | 節目名稱                     | 備註                   |
| ------ | --------- | ---------------------------- | ---------------------- |
| 2019年 | 江西卫视  | 《2019江西卫视春节联欢晚会》 | 演唱成名曲《可不可以》 |
| 2019年 | 湖南卫视  | 《嗨唱转起来》               | 嗨唱歌手               |

## 荣誉及奖项
- 2018年9月6日，张紫豪演唱的《可不可以》成功进入QQ音乐“巅峰榜·热歌”前十名，位居第六。[23]
- 2018年10月，张紫豪演唱的《可不可以》成功进入酷狗音乐“TOP500”榜单前十名。[9][24]

## 影响
张紫豪的单曲《可不可以》走红后，有大学生对它进行改编，为即将考研的同学加油助威。